# 中野風女シスターズ
中野風女シスターズ（なかのふじょシスターズ）は日本の女性アイドルグループ。現在は活動休止中であり、彼女たちが男装した姿『風男塾』（ふだんじゅく）としてのみ活動している。

## 概要
インターネットテレビのShowTimeとGyaOのバラエティ番組『はなわレコード“中野腐女子シスターズ”』から飛び出した、「ヲタクアイドルユニット」である。
結成は2006年（平成18年）9月8日。プロデューサーは芸人のはなわ扮する“ジャジィはなわ”で、設定上は「遠い親戚」とされている。キャッチコピーは「中野から生まれたヲタク系アイドル」。ここでの「中野」は中野ブロードウェイを指す。
略称は「N風S」、「724」。後者はなかのふじょシスターズを数字化したもの。
趣味が高じて女子として腐ってしまうことから、本来BL趣味を持つ女性のことを腐女子と呼ぶ。転じて自然であることは腐ることだと『腐ってナンボ』の精神で宇宙平和（スペースピース）を目指している。実際にBL趣味を持つメンバーもいる。結成当初の目標として、CDデビュー、オリジナルのアニソンを歌うこと、中野サンプラザホールで公演を行うことを挙げていたが、順番にかなえていった。合言葉は『ワン風オール・オール風ワン』。
当初の名称は「中野腐女子シスターズ（読みは“なかのふじょシスターズ”だった）」で、2010年4月28日に「中野腐女シスターズ」に改名した。
2011年7月16日、東京・Shibuya O-EASTで行われたライブで結成当初からのメンバーだった乾曜子が卒業。同時にグループ名が「中野風女シスターズ」に改名された。
これは「腐」というマイナスイメージのある漢字がグループ名に付いているがゆえに、地上波テレビのバラエティ番組（特に食やグルメ企画）に呼ばれない事をメンバーが嘆いていたことが最大の理由だという。
2011年11月25日放送分の『がば生!はなわレコード』において中野風女シスターズの音楽活動休止を発表。
以降、男装アイドルユニット『風男塾』としての活動を継続中。

## メンバー
| 名前       | なまえ       | 愛称                 | 生年月日       | 年齢 | 加入日         | 出身地   | 血液型 | 色            | オタ属性 | 所属事務所           | 備考                                              |
| ---------- | ------------ | -------------------- | -------------- | ---- | -------------- | -------- | ------ | ------------- | -------- | -------------------- | ------------------------------------------------- |
| 関谷真由   | せきやまゆ   | せきまゆ             | 1995年7月31日  | 29歳 | 2020年12月30日 | 神奈川県 | A      | 柚            | 筋トレ   | ケイダッシュステージ | 元アイドリング!!!メンバー                         |
| 早見紗英   | はやみさえ   | さえどん、さえちゃん | 1997年5月18日  | 27歳 | 2021年1月17日  | 三重県   | O      | 空            | ゲーム   | ケイダッシュステージ | 元delaメンバー                                    |
| 津崎佑美   | つざきゆみ   | ゆみちゃん           | 2001年8月13日  | 23歳 | 2021年1月17日  | ソウル   | A      | 葉            | カメラ   | ケイダッシュステージ | 元MF boyZ練習生(チームD・SOH) 元Weiβメンバー(SOH) |
| 岡ももこ   | おかももこ   |                      | 1997年10月28日 | 27歳 | 2022年5月3日   | 東京都   | A      | 桃            | 太鼓     | ケイダッシュステージ |                                                   |
| 猫田陽美   | ねこたみなみ |                      | 2001年5月15日  | 23歳 | 2022年5月3日   | 愛知県   | A      | サン オレンジ | イラスト | ケイダッシュステージ |                                                   |
| 山田綺良々 | やまだきらら |                      | 1998年6月10日  | 25歳 | 2022年5月3日   | 宮城県   | O      | 赤            | カクテル | ケイダッシュステージ |                                                   |
| 瀬良垣寧凰 | せらがきねお |                      | 2001年4月18日  | 23歳 | 2022年5月3日   | 沖縄県   | O      | 紫            | スポーツ | ケイダッシュステージ |                                                   |

### 旧メンバー
卒業年度の早い順に記載。
| 名前         | なまえ           | 愛称                 | 生年月日       | 年齢 | 加入日         | 卒業日         | 出身地   | 血液型 | 色     | オタ属性              | 所属事務所                 | 備考                                                                       |
| ------------ | ---------------- | -------------------- | -------------- | ---- | -------------- | -------------- | -------- | ------ | ------ | --------------------- | -------------------------- | -------------------------------------------------------------------------- |
| スザンヌ     | すざんぬ         | ザンス               | 1986年10月28日 | 38歳 | 2007年3月2日   | 2008年3月15日  | 熊本県   | O      | 金     | 健康 ダイエット       | ケイダッシュステージ       | 2008年12月23日「お腐会だヨ! 全員集合 2008」にて黄色から格上げ              |
| 新井寛乃     | あらいひろの     | ぴろ                 | 1987年4月9日   | 37歳 | 2008年12月5日  | 2009年11月13日 | 埼玉県   | A      | 黄     | 料理                  | 元ケイダッシュステージ     | 2009年11月14日に芸能界引退                                                 |
| 乾曜子       | いぬいようこ     | よきゅーん           | 1981年4月29日  | 43歳 | 2006年9月8日   | 2011年7月16日  | 茨城県   | A      | すみれ | コスプレ              | PPエンタープライズ         | リーダー 元株式会社Carnival代表取締役社長 PPエンタープライズ代表取締役社長 |
| 原田まりる   | はらだまりる     | まりるん             | 1985年2月12日  | 40歳 | 2008年11月21日 | 2013年9月22日  | 京都府   | AB     | 橙     | ゲーム 漫画           | 元ケイダッシュステージ     |                                                                            |
| 喜屋武ちあき | きゃんちあき     | きゃんち             | 1984年3月13日  | 41歳 | 2006年10月6日  | 2014年10月24日 | 埼玉県   | O      | 桃     | アニメ                | フリー                     | キャプテン                                                                 |
| 福見真紀     | ふくみまき       | まきち               | 1993年9月18日  | 31歳 | 2011年12月5日  | 2015年10月14日 | 大阪府   | O      | 白     | 高校野球              | フリー                     |                                                                            |
| 京本有加     | きょうもとゆか   | きょも               | 1986年4月6日   | 38歳 | 2006年9月8日   | 2016年4月5日   | 新潟県   | A      | 緑     | 妖精 爬虫類           | 元シャイニングウィル       | 2017年4月30日に芸能界引退                                                  |
| 虎南有香     | こなんゆか       | コナン丸             | 1989年7月10日  | 35歳 | 2007年3月2日   | 2017年3月17日  | 北海道   | O      | 赤     | ファッション          | ディスカバリー・ネクスト   |                                                                            |
| 浦えりか     | うらえりか       | うらぁ               | 1986年6月2日   | 38歳 | 2006年9月8日   | 2017年3月17日  | 神奈川県 | O      | 青     | プロレス （アイドル） | ファインモーション         | 初代告知担当                                                               |
| 下仮屋カナエ | しもかりやかなえ | カーリー             | 1993年8月26日  | 31歳 | 2014年12月19日 | 2018年12月30日 | 大阪府   | AB     | 橙     | ダンス                | フリー                     | 二代目告知担当 オリジナルブランド「Kanarry」代表                           |
| 瀬口かな     | せぐちかな       | せぐうぇい           | 1991年9月16日  | 33歳 | 2010年4月28日  | 2019年2月11日  | 福岡県   | O      | 黄     | ミステリー            | フリー                     | ゲームエンタメ集団「THE REBEL'S eMPIRE」通称 : ReMG (レムジー)メンバー     |
| 藤田怜       | ふじたれい       | れいちぇる           | 1993年8月5日   | 31歳 | 2016年4月8日   | 2019年11月10日 | 青森県   | B      | 藤     | ニオイ                | フリー                     |                                                                            |
| 結木さくら   | ゆうきさくら     | さくちゃん、さくぼー | 1994年1月20日  | 31歳 | 2019年1月9日   | 2020年4月4日   | 青森県   | B      | 桜     | ラーメン              | 元株式会社M-SMILE          | 旧芸名：東さくら、2022年3月に芸能界引退                                    |
| 明音亜弥     | あかねあや       | あやちゃん、あや嬢   | 1995年12月12日 | 29歳 | 2019年1月9日   | 2020年4月4日   | 北海道   | B      | 月     | ゲーム コスプレ       | フリー Freenal（業務提供） |                                                                            |
| タナベエミ   | たなべえみ       | エミ氏               | 1995年10月25日 | 29歳 | 2017年3月10日  | 2020年7月17日  | 広島県   | B      | 草     | アニメ                | チタノタ企画               | 三代目告知担当                                                             |
| 長谷川愛     | はせがわあい     | あいほん             | 1990年2月6日   | 35歳 | 2011年12月5日  | 2021年3月24日  | 大阪府   | A      | 水     | 健康                  | 2PS                        |                                                                            |
| 末吉咲子     | すえよしさきこ   | きこちゃん           | 1994年9月20日  | 30歳 | 2017年3月10日  | 2022年2月17日  | 熊本県   | A      | 紅     | 韓国                  | チタノタ企画               |                                                                            |
| 小森虹那     | こもりにな       | になちゃん           | 2001年3月1日   | 24歳 | 2020年1月7日   | 2022年4月7日   | 北海道   | A      | 橙     | ディズニー            | フリー                     | 元SO.ON project TOKYOメンバー 4代目告知担当(内容係)                        |
| YUUGA        | ゆうが           | ゆーが               | 2001年10月24日 | 23歳 | 2020年1月7日   | 2022年4月7日   | 佐賀県   | A      | 雅     | ダンス                | フリー                     | 元TwinBeeメンバー 4代目告知担当(日付係)                                    |

## 風男塾
『中野風女シスターズ』メンバーによる男装から始まり、中野風女シスターズの音楽活動休止以降、男装アイドルグループとして活動。

## 略歴
- 結成日 2006年9月8日。
- 初回放送出演メンバーは、乾曜子、浦えりか、木村裕子、京本有加、南波杏、類家明日香の6人。
- 初回放送で登場した京本のペットのカメレオン・ゴーヤは、オスだと思っていたら実はメスで、卵を産んで体力消耗し他界したため、#2では遺影に収まっていた。

### 2006年
- 10月6日放送（#3）より、金井アヤ、喜屋武ちあきが加入。
- 京本有加が第1回「腐女子だらけのカラオケ大会」に優勝した御褒美にエボシカメレオンをプレゼントされる。以後「銀次」と名づけて番組のマスコットキャラになる。

### 2007年
- 2月23日放送でメンバーが乾曜子、浦えりか、喜屋武ちあき、京本有加の4人になることを発表。なお、2007年1月23日のライブより活動は4人になっていた。
- 3月2日放送より、虎南有香、スザンヌが加入。腐女らNight LIVE Vol.2 の＋αがこの2人の追加発表だったが、虎南有香はスケジュールの都合で参加できず。
- 3月31日の「腐ジョッキー #9」にて、喜屋武ちあきがオリジナルメンバーだったが収録スケジュールの都合で途中加入になったことが明らかになる。お蔵入りしたスペシャル番組の収録には参加していたらしい。
- 9月24日、腐女らNight LIVE Vol.6 〜腐女が如く〜にて中野腐男子ブラザーズ（腐男塾・現風男塾）が始動。

### 2008年
- 3月15日の腐女らNight LIVE Z 其の3をもってスザンヌが卒業する事を、2008年2月22日「中野腐女子シスターズの腐ジョッキー」で発表。
- 7月24日 『Go! Fight! 腐女子シスターズ』で着うた配信デビュー。
- 9月24日 メンバーと超絶仲がいい「腐男塾」が テイチクエンタテインメント インペリアルレコードより『男坂』でCDデビュー。
- 9月第4週オリコンシングルウィークリーチャートで『男坂』が12位にランキング。演歌、歌謡曲チャートでは1位。
- 10月4日に行われた「ヘキサゴンファミリーコンサート クイズ!ヘキサゴンII ヒットパレード」にスザンヌのソロ曲披露時にゲストとして登場、スザンヌとは約7ヶ月振りに歌った。披露曲は「Go! Fight! 腐女子シスターズ」。
- 11月21日配信分のはなわレコードで原田まりるが、12月5日分で新井寛乃が新メンバーオーディションに合格し、加入が決定する。「お腐会だヨ! 全員集合 2008」でお披露目。

### 2009年
- 10月30日にShibuya O-EASTで行われた「腐女らNight Live Z -SP：絆〜Wonderful Miracle〜」にて2010年1月20日に中野腐女子シスターズがCDデビューすることが発表された。
- 11月13日、ニコニコ動画生放送にて新井寛乃が卒業を発表。

### 2010年
- 1月20日に米国Japan Files社でもPCダウンロードが開始され、日米同時デビューという快挙を達成[4]。
- 4月28日、新メンバー・瀬口かなの加入により7人編成となり、ユニット名の表記が「中野腐女シスターズ」に変更されることが発表された。名前の読み方はこれまでと同じ。
- 10月29日、30日中国上海万博で開催された「日本産業館 JAL STAGE Remember Live」に出演。

### 2011年
- 6月11日のビッグ腐ォースライブにて乾曜子と腐男塾の紫集院曜介の卒業が発表。卒業コンサートでにグループ名を「中野風女シスターズ」に改名することを発表。
- 11月25日放送分の『がば生!はなわレコード』において12月29日に行われる「ビッグ風ォースLIVE2011〜風凛華賛〜」を持って中野風女シスターズの音楽活動休止を発表。風男塾は活動を続ける 。理由は、結成当初は想像していなかったアイドル戦国時代を受け、風女シスターズよりも風男塾の方が可能性があると、メンバーやスタッフが決断した為。
- 12月5日、中野風女子シスターズに2人の新メンバー長谷川愛（愛刃健水）、福見真紀（雪村涼真）が加入し8人体制となる。

### 2013年
- 9月22日、風男塾のシングル「男装レボリューション」のリリースイベント3部で流原蓮次（原田まりる）の卒業式が行われ卒業した。

### 2014年
- 6月20日、「イケスタ」において武器屋桃太郎（喜屋武ちあき）が「BE HERO」を最後に、卒業する事を表明した。2014年10月24日にTSUTAYA O-EASTで行われた「武器屋桃太郎卒業公演〜メガネの歩く道〜」をもって卒業した。
- 12月19日、ニコファーレにおいて新メンバーの仮屋世来音（下仮屋カナエ）が初お披露目となった。

### 2015年
- 8月29日、『風男塾』オフィシャルブログ「刮目」において、雪村涼真（福見真紀）がツアーを最後に卒業する事を表明した。10月14日の品川ステラボールライブをもって卒業した。
- 11月22日、ニコファーレにおいて、緑川狂平（京本有加）が卒業する事を表明した。

### 2016年
- 4月5日、六本木ニコファーレにおいて、緑川狂平（京本有加）の卒業公演が行われ卒業した。サプライズゲストとしてプロデューサーのはなわが登場した。
- 4月8日、『熱闘!風男塾net』にて新メンバー、藤守怜生（藤田怜）がお披露目された。
- 9月28日、『熱闘!風男塾net - 特別編 - 』において、赤園虎次郎（虎南有香）と青明寺浦正（浦えりか）が2017年春に卒業することを表明した。

### 2017年
- 3月10日、『熱闘!風男塾net 特別編』にて新メンバー、紅竜真咲（末吉咲子）と草歌部宙（タナベエミ）のお披露目された。
- 3月17日、品川プリンス ステラボールの公演をもって赤園虎次郎（虎南有香）と青明寺浦正（浦えりか）が卒業した。これにより、初期メンバー全員の卒業となった。

### 2018年
- 11月9日、『熱闘!風男塾net - 特別編 - 』において、仮屋世来音（下仮屋カナエ）が同年12月に、瀬斗光黄（瀬口かな）が2019年2月に卒業することを表明した。
- 12月30日、渋谷ストリームホールで行われた『仮屋世来音卒業公演〜瞬間到来094(れきし)』の公演をもって仮屋世来音（下仮屋カナエ）が卒業した。

### 2019年
- 1月9日、『風男塾のタワーナイン?(SHOWROOM)』において新メンバーの桜司爽太郎（東さくら）と香月大弥（明音亜弥）が初お披露目された。
- 2月11日、中野サンプラザホールで行われた『風男塾 LIVE 2019 〜SMILE〜 』の公演をもって瀬斗光黄（瀬口かな）が卒業した。これにより改名前に活動していたメンバー（「腐」時代）が全員卒業となった。
- 8月6日、『熱闘!風男塾net - 特別編 - 』において、藤守怜生（藤田怜）が「sunny」を持って卒業することを表明した。11月10日の風ベントサーキット最終日を持って卒業した。
- 12月27日、『熱闘!風男塾net - 特別編 - 』において、愛刃健水（長谷川愛）が2020年12月を持って卒業することを表明した。
- 12月28日、『はなわオフィシャルブログ「HANAWA LIFE」』において、2006年から13年間に渡りプロデュースをしていたはなわが2019年12月31日を持ってプロデューサーを卒業することを表明した。

### 2020年
- 1月7日、『熱闘!風男塾net - 特別編 - 』にて新メンバー、神那橙摩（小森虹那）と偉舞喜雅（YUUGA）がお披露目された。
- 4月4日、公式Twitterにて、同日付で桜司爽太郎（東さくら）と香月大弥（明音亜弥）が卒業することが発表された。
- 7月14日、風男塾オフィシャルブログにて草歌部宙（タナベエミ）が7月17日放送の『熱闘!風男塾net』をもって卒業することを表明した。7月17日放送分をもって卒業した。[5]
- 8月21日、『熱闘！風男塾net』において、愛刃健水（長谷川愛）が同年12月で卒業予定だったが、新型コロナウイルス感染拡大の影響を受け、来年3月まで卒業を延期することを発表した。
- 12月30日、風男塾公式Twitterにて新メンバー、柚希関汰（関谷真由）がお披露目された。

### 2021年
- 1月17日、渋谷ストリームホールにて行われた「風男塾 黒白歌合戦2020」第2部の柚希関汰(関谷真由)お披露目ライブにおいて、「風男塾新メンバーオーディション2020」によって選ばれた、英城凛空（早見紗英）、葉崎アラン（津崎佑美）の加入が発表された。
- 3月24日、LINE CUBE SHIBUYAで開催され、翌25日にニコニコ生放送で配信された「愛刃健水卒業公演『Together.Forever...』」を持って、愛刃健水（長谷川愛）が卒業した。これにより中野風女シスターズとしての活動経験のあるメンバーが全員卒業となった。
- 9月8日、『熱闘!風男塾net』にて紅竜真咲（末吉咲子）が2022年2月に風男塾を卒業することを表明した。

### 2022年
- 2月17日、Veats Shibuyaで開催された「紅竜真咲卒業公演『新たなる幕開けのための幕開けによる狂詩曲〜キミがいればオレの可能性は∞〜』」を持って、紅竜真咲（末吉咲子）が卒業した。これにより、10周年時点で活動していたメンバーが全員卒業となった。

## 作品

### シングル
| # | 発売日        | タイトル    | 楽曲制作                               | 最高位 | 備考                 |
| - | ------------- | ----------- | -------------------------------------- | ------ | -------------------- |
| 1 | 2010年1月20日 | Honey Bee〜 | 作詞：はなわ 作曲：はなわ 編曲：成田忍 | 6位    | 中野腐女子シスターズ |

### アルバム
| # | 発売日         | タイトル | 最高位 | 備考                       |
| - | -------------- | -------- | ------ | -------------------------- |
| 1 | 2011年05月04日 | 腐レンズ | 10位   | 腐男塾・中野腐女シスターズ |

- その他のアルバム
  - 「アニソンぷらす×アニメ☆ダンス コレクション 」に中野腐女子シスターズがカヴァーしたプレパレードが収録。（2009年7月1日発売）

### 映像作品
| # | リリース日     | タイトル                           | 販売形態 | 内容 | 備考                                    |
| - | -------------- | ---------------------------------- | -------- | --- | --------------------------------------- |
| 1 | 2011年05月04日 | スペースピース2010〜聖地への足跡〜 | DVD      | 中野サンプラザ LIVE オ腐ショット映像 実録!爆露マン724kmマラソン はなわ「B型ロックンロール」 尚ちゃんラーメンCM | 腐男塾・中野腐女シスターズ              |
| 2 | 2011年07月28日 | BIG 腐ORCE LIVE EX -感謝-          | DVD      | Shibuya O-EAST で行われた 乾曜子・紫集院曜介卒業LIVE                                                           | 腐男塾・中野腐女シスターズ 期間限定販売 |

- その他の映像作品
  - ヘキサゴンファミリーコンサート2008 We Liveヘキサゴン（2009年1月28日発売）
スザンヌと一緒に歌った中野腐女子シスターズ「Go!Fight!腐女子シスターズ」ライブ映像収録。
  - アイドルちん このDVDを見よ!! 中野腐女ちんも ももクロちんも トマパイちんも グラドルちんも大集合!!! 空前のアイドルガちんコウォーズ（2010年11月10日発売）
  - TOKYO IDOL FESTIVAL 2010（2011年2月9日発売）
  - アイドルちん　ちんプレー好プレー続出ちん　このBOXでは、中野腐女ちんも　ももクロちんも　トマパイちんも　グラドルちんも大暴れ!!　史上最高のアイドルガちんコ大戦の全記憶!!（2011年3月18日発売）

## ライブ・イベント

### ライブ

#### 定期ライブ
2006 - 2011 番組の公開収録イベントとして、1〜2ヶ月に1回のペースでライブが開催された。
| 2006年・2007年          | 2006年・2007年                                    | 2006年・2007年                                  | 2006年・2007年 |
| 公演日                  | 公演名                                            | 会場                                            | 備考 |
| 2006年                  | 2006年                                            | 2006年                                          | 2006年 |
| ----------------------- | ------------------------------------------------- | ----------------------------------------------- | --- |
| 10月06日（金）          | 中野腐女子シスターズ お披露目イベント             | 中野ブロードウェイ3階 ブギウギハウス            | 出演メンバー：乾曜子、喜屋武ちあき、南波杏、金井アヤ、木村裕子、浦えりか、類家明日香、京本有加 コーナー：サイコロトークほか                                                    |
| 2007年                  |                                                   |                                                 | |
| 01月23日（火）          | 腐女らNight LIVE Vol.1                            | Live House SANCTUARY                            | 出演メンバー：乾曜子、喜屋武ちあき、浦えりか、京本有加 コーナー：ヲタギリ（小道具でヲタジャレ、アイウエヲタ作文、描いちゃって描いちゃって）                                    |
| 02月26日（月）          | 腐女らNight LIVE Vol.2 〜導かれし腐女たち〜       | Live House SANCTUARY                            | 出演メンバー：乾曜子、喜屋武ちあき、浦えりか、京本有加、スザンヌ （虎南有香はスケジュールの都合で参加できず） コーナー：ヲタギリ（アイウエヲタ作文、描いちゃって描いちゃって） |
| 04月01日（日）          | 腐女らNight LIVE Vol.3 〜腐女の奇妙な冒険〜       | Live House SANCTUARY                            | 出演メンバー：乾曜子、喜屋武ちあき、浦えりか、京本有加、スザンヌ、虎南有香 ヲタギリは無く、全編歌のライブで構成                                                                |
| 05月31日（木）          | 腐女らNight LIVE Vol.4 〜きまぐれ腐女子☆ロード〜  | SHIBUYA BOXX                                    | オリジナルソング「Go! Fight! 腐女子シスターズ」初披露 |
| 07月07日（土）          | 腐女らNight LIVE Vol.5 〜腐女の宅急便〜           | SHIBUYA BOXX                                    | 「この夏はバナナ」初披露 |
| 08月12日（日）          | お腐会だよ! 全員集合                              | エンターテイメントカフェ 新宿ピンクビッグピッグ | |
| 09月24日（月/秋分の日） | 腐女らNight LIVE Vol.6 〜腐女が如く〜             | 原宿アストロホール                              | スペシャルゲスト：松本梨香 中野腐男子ブラザーズ始動 |
| 10月26日（金）          | 腐女らNight LIVE Vol.7 〜腐女子・オン・ザ・ラン〜 | 原宿アストロホール                              | スペシャルゲスト：影山ヒロノブ スザンヌの誕生日お祝い企画 |
| 11月29日（木）          | 腐女らNight LIVE Vol.8 〜時をかける腐女〜         | 原宿アストロホール                              | 新曲「フーフー724」披露 浦えりかのマネージャー内野さん大人気 |
| 12月20日（木）          | 腐女らNight LIVE Vol.9 〜腐ごころを、君に〜       | 原宿アストロホール                              | 楽屋に銀次のエサのコオロギが・・・ |

| 2008年                    | 2008年                                                  | 2008年                     | 2008年 |
| 公演日                    | 公演名                                                  | 会場                       | 備考 |
| ------------------------- | ------------------------------------------------------- | -------------------------- | --- |
| 01月19日（土）            | 腐女らNight LIVE Z 其の1 〜はじめの一腐〜               | 原宿アストロホール         | スペシャルゲスト：水木一郎 新必殺技「腐レストファイヤー」伝授                                                     |
| 02月16日（土）            | 腐女らNight LIVE Z 其の2 〜腐のつっぱりはいらんですよ〜 | 原宿アストロホール         | スペシャルゲスト：串田アキラ 新曲「バレンタインデイ〜わたし恋してる〜」発表と、まさかの“もやし”アンコール         |
| 03月15日（土）            | 腐女らNight LIVE Z 其の3 〜ベスト腐レンズ 百期百会〜    | Shibuya DUO Music Exchange | スザンヌ卒業ライブ 中野腐女子シスターズのアニメーション初公開、東京服飾専門学校の協力による腐男子コスチューム披露 |
| 04月12日（土）            | 腐女らNight LIVE Z 其の4 〜魁!!腐男塾〜                 | Shibuya DUO Music Exchange | スペシャルゲスト：遠藤正明 新曲「たたかえ!爆露マン」初披露、爆露マンも登場                                        |
| 05月05日（月/こどもの日） | 腐女らNight LIVE Z 其の5 〜マッ腐ァGO!GO!〜             | Shibuya DUO Music Exchange | 腐男塾の新曲「男坂」発表                                                                                          |
| 06月22日（日）            | 腐女らNight LIVE Z 其の6 〜腐々白書〜                   | Shibuya DUO Music Exchange | スペシャルゲスト：MIQ                                                                                             |
| 07月20日（日）            | 腐女らNight LIVE Z 其の7 〜ファイブスター腐物語〜       | Shibuya DUO Music Exchange | スペシャルゲスト：岩崎良美 腐男塾の新曲「17's☆STAR」発表                                                          |
| 09月15日（日）            | 腐女らNight LIVE Z 其の8 〜高校腐太郎行進曲〜           | Shibuya O-EAST             | スペシャルゲスト：スザンヌ、水木一郎 きゃんちが「ETERNAL WIND」を弾き語り、水木一郎が中野腐男子学園校長に就任     |
| 11月11日（火）            | 腐女らNight LIVE Z 其の9 〜最強の腐ージョン〜           | Shibuya O-EAST             | スペシャルゲスト：影山ヒロノブ、ナイツ 腐男塾の新曲「五常の腐器」発表                                             |
| 12月23日（火/天皇誕生日） | お腐会だヨ! 全員集合 2008                               | Shibuya DUO Music Exchange | 新メンバー原田まりる・新井寛乃のお披露目                                                                          |

| 2009年         | 2009年                                                | 2009年                     | 2009年 |
| 公演日         | 公演名                                                | 会場                       | 備考 |
| -------------- | ----------------------------------------------------- | -------------------------- | --- |
| 02月06日（金） | 腐女らNight LIVE Z -SP                                | Shibuya DUO Music Exchange | 腐男塾新メンバー流原蓮次・彩黄寛兵衛のお披露目、腐男塾の新曲「俺の空」発表と「七常の腐器」「ヤッターマンの歌」披露 |
| 04月17日（金） | 腐女らNight LIVE Z -SP 春の腐陣〜スカイフォーク〜     | Shibuya O-EAST             | スペシャルゲスト：山本正之 腐男塾の新曲「勝つんだ!」フルサイズで初披露                                             |
| 06月14日（日） | 腐女らNight LIVE Z -SP 〜V作戦始動〜                  | Shibuya O-EAST             | スペシャルゲスト：森口博子、スザンヌ、水木一郎                                                                     |
| 08月25日（火） | 腐女らNight LIVE Z -SP 〜セブン・サマー・オブ・ラブ〜 | Shibuya O-EAST             | スペシャルゲスト：水木一郎                                                                                         |
| 10月30日（金） | 腐女らNight Live Z -SP：絆〜Wonderful Miracle〜       | Shibuya O-EAST             | 新井寛乃・彩黄寛兵衛は体調不良の為欠席                                                                             |
| 12月10日       | 腐女らNight LIVE Z -SP〜プリザーブド・フラワー〜      | Shibuya O-EAST             | |

| 2010年   | 2010年                                                       | 2010年         | 2010年                               |
| 公演日   | 公演名                                                       | 会場           | 備考                                 |
| -------- | ------------------------------------------------------------ | -------------- | ------------------------------------ |
| 02月26日 | 腐女らNight LIVE‐Z 2010〜HONEY・GO・ROUND〜                  | Shibuya O-EAST |                                      |
| 04月28日 | 腐女らNight LIVE‐Z 2010〜Golden Experience〜                 | Shibuya O-EAST | 「無敵！夏休み」初披露 瀬斗光黄 入部 |
| 06月10日 | 腐女らNight LIVE‐Z 2010〜無敵！戦車でGO！〜                  | Shibuya O-EAST | スペシャルゲスト：武藤敬司           |
| 08月27日 | 腐女らNight LIVE‐Z 2010 〜ラスト・メモリーズ・オブ・サマー〜 | Shibuya O-EAST |                                      |
| 12月30日 | 腐女らNight LIVE‐Z 2010 〜腐華絢爛〜                         | Shibuya O-EAST | スペシャルゲスト：横山智佐           |

| 2011年   | 2011年                                     | 2011年                   | 2011年                                                                             |
| 公演日   | 公演名                                     | 会場                     | 備考                                                                               |
| -------- | ------------------------------------------ | ------------------------ | ---------------------------------------------------------------------------------- |
| 02月24日 | ビッグ腐ォースライブ2011〜革新円舞〜       | Shibuya O-EAST           | スペシャルゲスト：神取忍                                                           |
| 04月28日 | ビッグ腐ォースライブ2011〜千年物語〜       | Shibuya O-EAST           | スペシャルゲスト：鳥居みゆき                                                       |
| 06月11日 | ビッグ腐ォースライブ2011〜新風戦記〜       | Shibuya O-EAST           |                                                                                    |
| 07月16日 | ビッグ腐ォースライブEX〜感謝〜             | Shibuya O-EAST           | 紫集院曜介 卒業 風男塾に改名                                                       |
| 08月27日 | ビッグ風ォースLIVE2011〜熱闘迅雷〜         | Shibuya O-EAST           | 「Love Spider」初披露 中野風女シスターズ新曲「ツインテールときらきらリボン」初披露 |
| 09月13日 | ビッグ風ォースライブEX〜新潟GOLDEN NIGHT〜 | 新潟GOLDENPIGS RED STAGE | 「Negicco」との合同ライブ                                                          |
| 09月14日 | ビッグ風ォースライブEX〜長野風勇士〜       | 長野CLUB JUNK BOX        | 「あっぷる学園」との合同ライブ                                                     |
| 10月28日 | ビッグ風ォースLIVE2011〜風姿歌伝〜         | Shibuya O-EAST           |                                                                                    |
| 12月29日 | ビッグ風ォースLIVE2011〜風凛華賛〜         | Shibuya O-EAST           | 愛刃健水・雪村涼真 入部                                                            |

#### 単独ライブ
| 2009年   | 2009年                                                                                             | 2009年            | 2009年 | 2009年 |
| 公演日   | 公演名                                                                                             | 会場              | 公演数 | 備考   |
| -------- | -------------------------------------------------------------------------------------------------- | ----------------- | ------ | ------ |
| 05月10日 | CLUB JUNK BOX 22th Anniversary 「腐男塾・中野腐女子シスターズ スペシャルライブ〜七腐来人見参！〜」 | 新潟CLUB JUNK BOX | 1回    |        |

| 2010年   | 2010年                                | 2010年         | 2010年 | 2010年                                                                                  |
| 公演日   | 公演名                                | 会場           | 公演数 | 備考                                                                                    |
| -------- | ------------------------------------- | -------------- | ------ | --------------------------------------------------------------------------------------- |
| 10月16日 | スペース・ピース2010 〜聖地への足跡〜 | 中野サンプラザ | 1回    | スペシャルゲスト：水木一郎 目標としてきた中野サンプラザでの初のワンマンホールコンサート |

| 2011年   | 2011年                       | 2011年           | 2011年 | 2011年                     |
| 公演日   | 公演名                       | 会場             | 公演数 | 備考                       |
| -------- | ---------------------------- | ---------------- | ------ | -------------------------- |
| 07月31日 | 風男塾＋中野風女子香港演唱會 | KITEC Auditorium | 1回    |                            |
| 08月12日 | 風男塾＋中野風女子台灣演唱會 | THE WALL公館     | 1回    | 初めてとなる台湾でのライブ |

#### 対バン・参加ライブ
| 2009年   | 2009年                                                                           | 2009年             | 2009年 | 2009年 |
| 公演日   | 公演名                                                                           | 会場               | 公演数 | 備考（対バン相手）                                                                                             |
| -------- | -------------------------------------------------------------------------------- | ------------------ | ------ | --- |
| 01月12日 | Fantastic Fantasy vol.3                                                          | 原宿アストロホール | 1回    | スペシャルゲスト腐男塾 織姫よぞら、Feam、TEAM純情、MarryDoll他                                                 |
| 01月22日 | 渋谷ぶっ飛び!!ガールズ祭り2009                                                   | Shibuya O-EAST     | 1回    | スペシャルゲスト腐男塾 Chu!☆Lips、Feam、ディアステージ、保坂愛海他                                             |
| 05月22日 | GIRLs-TechnoPop stadium vol.2                                                    | LIQUIDROOM         | 1回    | 腐男塾 HAPPY!STYLE Rookies、Feam、麻生夏子、クリィミー・パフェ他                                               |
| 07月01日 | GIRLs-TechnoPop stadium vol.3                                                    | Shibuya O-EAST     | 1回    | 中野腐女子シスターズ 下川みくに、Feam、麻生夏子、クリィミー・パフェ他                                          |
| 08月05日 | アニソンぷらす×アニメ☆ダンス コレクション presents GIRLs-TechnoPop stadium vol.6 | Shibuya O-EAST     | 1回    | 腐男塾・中野腐女子シスターズ HAPPY!STYLE Rookies、コスメティックロボット、バニラビーンズ、クリィミー・パフェ他 |
| 10月16日 | アニソンぷらす×アニメダンス コレクション presents GIRLs-TechnoPop stadium        | LIQUIDROOM         | 1回    | 腐男塾 ミニスカポリス、コスメティックロボット、小桃音まい、B.L.T.アイカレ1期生他                               |
| 10月23日 | 2009 6th TOKYO ASIA MUSIC MARKET アニメソングライブ                              | 品川ステラボール   | 1回    | 腐男塾 スフィア、下川みくに、飛蘭、ELISA他                                                                     |

| 2010年   | 2010年                                                           | 2010年                       | 2010年 | 2010年                                                                          |
| 公演日   | 公演名                                                           | 会場                         | 公演数 | 備考（対バン相手）                                                              |
| -------- | ---------------------------------------------------------------- | ---------------------------- | ------ | ------------------------------------------------------------------------------- |
| 01月24日 | ANIME JAPAN FES 2010 “冬の陣”                                    | Zepp Tokyo                   | 1回    | 腐男塾としてのみ出演 水木一郎、堀江美都子、影山ヒロノブ、遠藤正明他             |
| 02月07日 | スカパー!HD×エンタ!３７１presents「GIRLS POP NEXT」              | よしもとプリンスシアター     | 1回    | 中野腐女子シスターズ ももいろクローバー、SDN48、ぱすぽ☆、HAPPY!STYLE他          |
| 05月05日 | GIRLS POP NEXT 2nd.                                              | よしもとプリンスシアター     | 2回    | 腐男塾 アフィリア・サーガ・イースト、JK21、YGA他                                |
| 08月06日 | TOKYO IDOL FESTIVAL 2010 ＠ Shinagawa前夜祭                      | 品川よしもとプリンスシアター | 1回    | 腐男塾としてのみ出演 アイドリング!!!、ももいろクローバー、バニラビーンズ、YGA   |
| 08月07日 | TOKYO IDOL FESTIVAL 2010 ＠ Shinagawa                            | 品川ステラボール他           | 2回    | 昼の部:腐男塾 夜の部:中野腐女シスターズ                                         |
| 08月08日 | TOKYO IDOL FESTIVAL 2010 ＠ Shinagawa                            | 品川ステラボール他           | 2回    | 夜の部:腐男塾                                                                   |
| 10月18日 | 第1回アイドルちんイベント 「アイドルちん このイベントに大集合!」 | SHIBUYA-AX                   | 1回    | トマトゥンパイン、ももいろクローバー、尾崎ナナ、木村好珠、中村知世              |
| 10月23日 | Super★Premium vol.3                                              | ダイアモンドホール           | 1回    | 米倉千尋、喜多村英梨、今井麻美、いとうかなこ、サイキックラバー                  |
| 10月26日 | TIMMの連携イベント「ASIAN SHOW CASE LIVE in SHIBUYA」            | duo MUSIC EXCHANGE           | 1回    | 「腐男塾」として出演 Kimeru、スメルマン、牧野由依他                             |
| 10月28日 | TIMM「アニメソングライブ」                                       | 品川ステラボール             | 1回    | 「中野腐女子シスターズ」として出演 彩音、Kalafina、黒崎真音、中島愛、米倉千尋他 |
| 11月29日 | 第2回アイドルちんイベント 「アイドルちん コラボだよ！全員集合」  | 原宿アストロホール           | 1回    | トマトゥンパイン、ももいろクローバー、尾崎ナナ、加藤沙耶香、木村好珠、中村知世  |
| 12月20日 | 第4回アイドルちんイベント 「アイドルちんとメリクリちん」         | 日本橋三井ホール             | 1回    | トマトゥンパイン、ももいろクローバー、尾崎ナナ、加藤沙耶香、木村好珠、中村知世  |
| 12月29日 | YGA LIVE 2010 大忘年会 SP                                        | よしもとプリンスシアター     | 1回    | YGAのライブにスペシャルゲストとして参加                                         |
| 12月31日 | キングラン アニソン紅白2010 supported by スカパー!               | NEW PIER HALL                | 1回    | 腐男塾が「勝つんだ!」、中野腐女シスターズが「檄!帝国華撃団」を披露した          |

| 2011年   | 2011年                                                                | 2011年                       | 2011年 | 2011年                                                                                             |
| 公演日   | 公演名                                                                | 会場                         | 公演数 | 備考（対バン相手）                                                                                 |
| -------- | --------------------------------------------------------------------- | ---------------------------- | ------ | -------------------------------------------------------------------------------------------------- |
| 01月17日 | 第5回アイドルちんイベント 「アイドルちんファン大感謝祭」              | 汐留・日テレホール           | 1回    | トマトゥンパイン、ももいろクローバー、尾崎ナナ、加藤沙耶香、木村好珠、中村知世                     |
| 02月12日 | 「GIRLS・GIRLS・GIRLS」第1回公開録音ライブイベント『MY FIRST KISS』   | Shibuya DUO MUSIC EXCHANGE   | 2回    | トマトゥンパイン、Love、Red Pepper Girls、Chococoro他                                              |
| 05月21日 | アイドル・フェスティバル in ヒビヤ（夜の部）                          | 日比谷野外大音楽堂           | 1回    | 東京女子流、制服向上委員会、ぱすぽ☆、バニラビーンズ、小桃音まい                                    |
| 07月03日 | NEXT Break 新世代 Idol pop Festa in Summer                            | 上野水上音楽堂野外ステージ   | 1回    | AeLL.、JK21、KNU23、CANDY-GO!GO!、BeeMINE他 青明寺浦正、瀬斗光黄がMCとして参加                     |
| 07月27日 | YGA×腐男塾の夏ライブin 品川よしもとプリンスシアター                   | 品川よしもとプリンスシアター | 1回    | YGA                                                                                                |
| 08月15日 | あにてれpresents アニソンぷらすライブ                                 | 中野サンプラザ               | 1回    | 麻生夏子、angela、今井麻美、下川みくに、ELISA他                                                    |
| 08月24日 | TOKYO IDOL FESTIVAL 2011前夜祭                                        | 品川よしもとプリンスシアター | 1回    | アイドリング!!!、バニラビーンズ、YGA、AeLL. 風男塾として出演                                       |
| 08月25日 | TOKYO IDOL FESTIVAL 2011前夜祭                                        | 品川よしもとプリンスシアター | 1回    | アイドリング!!!、THE ポッシボー、YGA、iDOL Street、Tokyo Cheer2 Party 中野風女シスターズとして出演 |
| 08月27日 | TOKYO IDOL FESTIVAL 2011                                              | お台場・青海特設会場         | 1回    | 風男塾                                                                                             |
| 08月28日 | TOKYO IDOL FESTIVAL 2011                                              | お台場・青海特設会場         | 1回    | 中野風女シスターズ・風男塾                                                                         |
| 08月29日 | TOKYO IDOL FESTIVAL 2011後夜祭                                        | 品川よしもとプリンスシアター | 1回    | アイドリング!!!、バニラビーンズ、YGA、THE ポッシボー 風男塾として出演                              |
| 10月22日 | ゲーマガフェス                                                        | 恵比寿LIQUID ROOM            | 1回    | me to me、DANCEROID、蛇足、コラーゲンボーイズ他                                                    |
| 11月19日 | ドルスタスペシャル Tokyo Idol Carnival ver.1                          | 中野サンプラザ               | 1回    | THEポッシボー、バニラビーンズ、アップアップガールズ（仮）、アリス十番他                            |
| 11月26日 | YGA×中野風女シスターズ×風男塾の秋ライブin品川よしもとプリンスシアター | 品川よしもとプリンスシアター | 1回    | YGA                                                                                                |

### イベント

#### 2006年
- 12月17日 「中野腐女子シスターズ撮影会」（アリエル撮影会） 場所：スタジオ「キャンディーガールズ」

#### 2007年
- 5月20日 「うたブロ×ジョッキー合同オフ会」 場所：エンターテイメントカフェ 新宿ピンクビッグピッグ
- 7月16日 「第1回全日本アニソングランプリ東京大会」ゲスト 場所：AKIBA_SQUARE（秋葉原UDX 2階）
- 9月22日 「東京ゲームショウ ソフトバンクモバイル バンダイナムコゲームス 鉄拳2ステージ」ゲスト 場所：幕張メッセ

#### 2008年
- 3月30日 「富士急ハイランド×GyaO 『FUJI-1グランプリ』」 場所：富士急ハイランド
- 6月9日 「Heart Drive Live Vol.3@DUO ROCK」Special Guest 場所：Shibuya DUO Music Exchange
- 7月26日 「“日本最笑級”お笑いサマーグランプリ!」 場所：東京サマーランド
- 2008年8月23日 「アニマックス夏祭り2008」（「アニソンU-12」と「第2回全日本アニソングランプリ東京大会」の間のライブステージに中野腐女子シスターズと腐男塾が出演） 場所：トヨタアムラックス東京 5階 アムラックスホール
- 8月30日 「C3×HOBBY キャラホビ2008」 場所：幕張メッセ
- 8月31日 「24時間テレビ」チャリティーイベント 場所：銀座日産本社ギャラリー
- 9月13日 「第33回日本ハンドボールリーグ 大崎電気ホームゲーム初戦」試合前に腐男塾ライブ 場所：和光市総合体育館
- 10月4日 「ヘキサゴンファミリーコンサート クイズ!ヘキサゴンII ヒットパレード」シークレットゲスト出演 場所：国立代々木競技場第一体育館
- 11月3日 「第43回かまた祭（日本工学院専門学校学園祭）」 腐男塾Special Live ＆メガ洒落（メガネをかけたオシャレな人のためのコンテスト） 場所：日本工学院蒲田キャンパス シェルステージ
- 12月10日 「AIREOKE☆NIGHT 001〜Zutto Kitto Motto〜」 場所：新宿ロフトプラスワン
- 12月19日 「スターライトライブ2008」 場所：東京 池袋 サンシャインシティアルパ 地下1階 噴水広場

#### 2009年
- 1月16日 「福岡オートサロン」 場所：福岡Yahoo!JAPANドーム
- 3月14日 全日本プロレス「2009 プロレスLOVE in 両国 Vol.7」 場所：両国国技館
- 4月26日 「C3 in Hong Kong 2009（C3日本動玩博覧2009）」 場所：香港国際展貿中心 HITEC 3F
- 5月15日 腐男塾×全日本プロレス「腐ァイティングライブ 2009 勝つんだ!」 場所：新宿FACE
腐男塾の新曲「哀戦歌」発表。
- 7月11日 「NHK WONDER LAND 2009」 場所：代々木公園ケヤキ並木通り 特設ステージ
- 7月31日 「お笑いサマーグランプリ」 場所：東京サマーランド
- 8月1日 「GO!SHIODOMEジャンボリー ワッショイ!2009」 場所：汐留日本テレビ・日テレプラザ B2F特設ステージ
- 8月9日 「第45回鳥取しゃんしゃん祭 鈴なるコンサート♪♪」 場所：JR鳥取駅前 風紋広場
- 8月12日 「SCHOOL NINE FES . 2009 ロックの学園 in SUMMER SCHOOL」 場所：神奈川県三浦市 三浦海岸
- 8月16日 「腐男塾サマーライブ in コミックマーケット76」 場所：東京ビッグサイト 国際会議棟7F
- 8月30日 「24時間テレビ in 横浜」 場所：日産ギャラリー
- 9月13日 「RABまつり 2009」 場所：青森県青森市 青い海公園（腐男塾として）
- 9月16日 「AIREOKE☆NIGHT 002 〜ラブリーセレナーデ〜」 場所：新宿LOFT
- 12月26日 「NHK POP UP JAPAN 新春LIVE特集」 場所：NHKみんなの広場　ふれあいホール（腐男塾として）

#### 2010年
- 2月3日「神田明神の節分祭」場所：千代田区・神田明神
中野腐女子シスターズとして豆まきを行った。
- 7月24日「BigWave 2010」場所：名古屋オアシス20
- 7月30日「ACG香港2010[6]」（腐男塾）場所：香港コンベンションエキシビションセンター
- 8月1日「夏のデジテレ祭り」（腐男塾）場所：ベルサール秋葉原
NHKで一部ライブの模様が生放送された。
- 7月25日、8月8日・15日・22日・29日 「汐留博覧会2010」（腐男塾）場所：汐留AX
- 8月20日「無敵！夏休み」腐と夏の経験in sea zoo」場所：日テレRESORT@sea zoo
- 8月29日「日本テレビ24時間テレビ チャリティーイベントin横浜」（腐男塾）場所：日産ギャラリー
- 9月23日「Jawin present Bigbang 3 ビッグバン・統一への道 其の参」（腐男塾）場所：ディファ有明
- 10月3日「GIGA LIVE」場所：アクアシティお台場内アクアアリーナ
- 10月29日・30日 上海万博「日本産業館 JAL STAGE Remember Live」
- 12月25日「第３６回 ニッポン放送 ラジオチャリティー・ミュージックソン」」（腐男塾）場所：ニッポン放送　本社1F　愛の泉
- 12月25日「FM-FUJIクリスマススペシャル スタジアムロック in 富士急ハイランド」場所：クリスタルラグーン特設スタジオ

#### 2011年
- 1月8日「第1回秋葉原萌えクィーンコンテスト」（腐男塾として）場所：秋葉原UDX
- 2月5日、3月5日「Radio Live Cafe La Donna」場所：原宿 La Donna
2月5日は腐男塾、3月5日は中野腐女シスターズが担当した。
- 4月17日「CBCラジオ GREEN LIVE〜東日本大震災チャリティコンサート〜」場所：中部国際空港セントレア
- 6月4日「RJC2011（ガンホーフェスティバル2011）」場所：ディファ有明

RJC2011のイメージソング「Rusty Sword」を歌う腐男塾がイベントのラストを飾った。
- 6月18、19日「次世代アイドルお台場サミット in MEGA WEB」（腐男塾として）場所：お台場・MEGA WEBトヨタ シティショウケース
- 6月25日「日本全国“地デジで元気!”さぁ!テレビ新時代」（腐男塾として）場所：AKIBA_SQUARE
- 7月「アイドルライブ専用劇場「マップ劇場」がオープン」場所：アキバ☆ソフマップ1号店8階
毎週火曜を「腐男塾 & 中野腐女シスターズ」が担当した。同年8月23日には724とYGAが初のコラボイベントを行った。
- 7月10日「腐男塾スペシャルライブin新宿コパボウ」場所：新宿コパボウル
- 7月29 - 31日「香港ツアー[7]」」場所：香港コンベンション・エキシビション・センター他
- 8月7日「無敵！夏休み＠sea zoo2011」場所：逗子海岸内
- 8月9、21日「汐博2011」場所：汐留AX
- 8月21日「24時間テレビ 愛は地球を救う34」日産スタジアムチャリティイベント」場所：横浜国際総合競技場 東ゲート広場イベント会場
- 9月11日「RABまつり2011」（中野風女子シスターズとして）
- 9月30日「横浜ベイスターズ 対 東京ヤクルトスワローズ」場所：横浜スタジアム

始球式と試合前に球場外イベント広場・YYパークにてミニLiveを行った。
- 10月15日「土曜天国ピカラジ スペシャル ええじゃないか豊橋まつり」場所：豊橋球場特設ステージ

## 出演

### インターネット
- 2006年9月8日からShowTimeとGyaOの番組「はなわレコード“中野腐女子シスターズ”」に出演。
- 2007年1月19日からGyaOジョッキーの毎週金曜日「中野腐女子シスターズの腐ジョッキー」にメンバーが生出演。（生放送は2009年8月28日まで、アーカイブは同年9月7日まで配信）
- 2007年7月26日生放送（アーカイブ放送8月2日まで） GyaO「MIDTOWN TV・○○あい☆コラ!生やぐち」#1 にゲスト出演。
- 2008年2月18日から配信 GyaO「溜池Nowはミッドタウンにお引っ越ししました」#51 溜池ヲタ食わず嫌い王決定戦 Vol.3 に「きゃきゅきょ」がゲスト出演。
- 2008年8月8日から配信 GyaO「“日本最笑級”お笑いサマーグランプリ!!?ジョッキーがサマーランドでイベントやっちゃいます!?」に出演。
- 2008年9月3日・10日から配信 ORICON.TV「RANKING パラダイス」#48、#49
- 2008年9月13日 「妄想☆ツアー100」#23 原宿AmebaStudioより公開生放送。
- 2008年9月20日、2009年3月14日 「タケミネット」 あっ!とおどろく放送局
- 2008年10月1日、2009年3月5日・5月28日 「六本木音楽部」 GyaO
- 2009年3月10日 「押忍!腐男塾の硬派番長決定戦!」 ニコニコ生放送
- 2009年3月11日 「Boo TV」 原宿AmebaStudioより公開生放送。
- 2009年3月18日・19日、6月4日、9月25日 「みんなの願いを叶えたい!」 あっ!とおどろく放送局 ロッテリア原宿表参道店・サテライトスタジオより公開生放送。
- 2009年7月9日、9月24日、11月5日 「ピョコタンのビックリ汁」 ニコニコ生放送
- 2009年9月18日 「つか金フライデーX」 フジテレビオンデマンド
- 2010年1月28日、6月17日 「IQとピョコタンのビックリ汁!」 ニコニコ生放送
- 2010年4月22日 「ワンセグランチボックス」 NHKワンセグ2
- 2010年6月24日 「みんなの願いを叶えたい!」 （腐男塾）あっ!とおどろく放送局
- 2010年7月2日（初回放送） 「がば生!ハナワレコード」がイケスタ（Ustream）にてスタート。
- 2010年10月02日 「地球はともだち〜AKIBA(秋葉原)48時間生放送!!〜」 あっ!とおどろく放送局
- 2010年10月09日 「緊急特番!中野サンプラザLIVE直前SP」 ニコニコ生放送
- 2010年11月05日 「ユニット対抗!「自分☆TV」基地局」 Macherie.tv
- 2011年4月29日 「Friday Kohmi」 Ustream 「中野腐女子学園バレーボール部」の3人がゲスト出演。広瀬香美提供曲「傷だらけのレシーバー」を歌唱披露。
- 2011年5月29日 「サクマのなるほどRJC！」 Ustream
- 2011年6月9日 「大杉漣の漣☆写でGO！」 フジテレビ ポッドキャスティング
- 2011年12月5日 「『風男塾』新メンバーお披露目会＠アメスタ」 アメーバスタジオ、Ustream、ニコニコ生放送

### テレビ
- 2007年7月17日（リピート放送7月24日）「夢ヶ丘レジデンス（ユメレジ）」 MUSIC ON! TV
- 2007年8月4日初回放送 「News!371〜アイドル」#15 エンタ!371（つくばテレビ）
- 2007年12月14日 「ブルブルアンタッチャブル」 ABC朝日放送
- 2008年5月から CS GyaOにて「はなわレコード 〜 中野腐女子シスターズ 〜」を放送。GyaOで配信された#12以降の、14ヶ月半遅れでの再放送である。
- 2008年8月25日、2009年8月24日 「アニソンぷらす」 テレビ東京
- 2008年9月3日 「今日感テレビ」、「九州青春銀行」 RKB毎日放送
- 2008年9月9日・11日・13日・16日・18日 「夜明けのマルシェ」 日本テレビ
- 2008年9月14日初回生放送 「チアアップ★インディーズ」#11 EXエンタテイメント
- 2008年9月20日 「脳内エステ IQサプリ スペシャル」 フジテレビ
- 2008年9月23日 「ラジかるッ」 日本テレビ
- 2008年9月27日 「バニラ気分!」 フジテレビ
- 2008年9月27日、2009年3月28日 「月刊MelodiX!」 テレビ東京
- 2008年10月6日、2009年5月20日 「情報ライブ ミヤネ屋」 読売テレビ
- 2008年10月15日、2009年5月29日・8月21日・9月18日・10月2日、2010年2月19日 「汐留☆イベント部」 日本テレビ
- 2009年1月7日 「しょこ♥リータ」 テレビ東京
- 2009年1月21日 「草野☆キッド」 テレビ朝日
- 2009年1月25日 「ポケモン☆サンデー」 テレビ東京
- 2009年1月26日から3月30日までレギュラー 「アニソンぷらす」“腐男塾3腐ん劇場” テレビ東京
番組はネットでも配信されたが、中野腐女子シスターズ&腐男塾のコーナーはカットされていた。
- 2009年3月7日 「メレンゲの気持ち」 日本テレビ
- 2009年3月14日 「めざましどようび」 フジテレビ
- 2009年3月21日 「アナCAN」TBS
- 2009年3月28日 「地方大会から決勝大会まで全部見せます!第2回全日本アニソングランプリ4時間拡大スペシャル」 アニマックス
- 2009年5月16日初回放送 「ガールズソングセレクション」#2 エンタ!371（つくばテレビ）
番組MCは浦えりか、オープニングテーマ曲は腐男塾の「俺の空」である。同番組をテレ玉では「Girls Song Sellection mini」（15分番組）として分割放送している。
- 2009年5月20日 「ミヤネ屋」 日本テレビ
- 2009年5月21日 「ダウンタウンDX」 日本テレビ
- 2009年5月30日 「夜明けのマルシェ」 日本テレビ
- 2009年6月5 - 7日 「キューン!」 読売テレビ
- 2009年6月11日 「音の素」（腐男塾） 日本テレビ
- 2009年6月12日 「音楽戦士 MUSIC FIGHTER」（腐男塾） 日本テレビ
- 2009年6月21日 「ヤッターマン」 読売テレビ(ゲスト声優)
- 2009年7月20日、8月24日、2010年3月8日 「アニソンぷらす」 テレビ東京
- 2009年7月25日 「徹底解剖!はじめ人間ギャートルズ 朝までギューッと連続生放送!」 アニマックス
- 2009年7月26日、8月2日、9月6日・13日、11月29日 「ワッチミー!TV×TV」 BSフジ
- 2009年7月27日 - 29日 「機動戦士ガンダム宇宙世紀大全」 NHK-BS2
- 2009年8月3日、2010年1月22日 「おもいッきりDON!」 日本テレビ
- 2009年8月16日 「熱血!平成教育学院」 フジテレビ
- 2009年8月22日・23日 「we love animeアニメがニッポンを元気にする」 アニマックス
- 2009年9月5日 「ガレッジ&マチャミの超人気コンビ 仁義なきガチンコバトル」 読売テレビ
- 2009年9月28日 - 10月2日 「PIECE presented by 日本工学院」 MUSIC ON! TV
- 2009年10月3日からレギュラー 「アニメ星人」"腐密基地" チバテレビ
- 2009年10月16日 「音楽女子#1 〜腐男塾特集〜」 エンタ!371
- 2009年10月29日 「ダウンタウンDX」 日本テレビ
スザンヌと競演。
- 2009年11月14日・21日・28日、12月5日他「ミューサタ」 フジテレビ
- 2009年12月26日 「月刊Melodix!」 テレビ東京
- 2010年1月17日初回放送（全14回） 「wktk中野腐女子スターズ」 エンタ!371
アイドル専門チャンネルPigooでも配信。
- 2010年1月22日 「おもいっきりPON!」 日本テレビ
- 2010年1月29日 「音楽戦士 MUSIC FIGHTER」 日本テレビ
- 2010年2月14日 「にうすざんす」 TBS
- 2010年4月2日 「女子力道」 フジテレビ
- 2010年4月6日・8日・9日・16日 「NHK高校講座ベーシック10」（中野腐女子シスターズ） NHK教育
- 2010年4月17日 「上田ちゃんネル 24時間ぐらいTV!!2010」（中野腐女子シスターズ） テレ朝チャンネル
- 2010年5月15日 「創ったヒト」 アニマックス
- 2010年7月1日 - 31日 「桜塚アイドル予備校」 Music Japan TV
- 2010年7月3日 「ウォーキングプラス」 フジテレビ
- 2010年7月19日 「不可思議探偵団」 日本テレビ
- 2010年7月23日 「ウケウリ!!」 日本テレビ
- 2010年10月2日 「超豪華!!スタア同窓会 ゲゲゲッ!の再開SP事前番組」 日本テレビ
- 2010年10月5日 「PON!」（中野風女シスターズ） 日本テレビ
- 2010年10月9日 - 2011年1月22日 アイドルちん 日本テレビ レギュラー
- 2010年10月24日 「アニマックス第４回全日本アニソングランプリ決勝大会」 アニマックス
- 2011年3月20日 「ランク王国」（腐男塾） TBS
- 2011年6月1日 「ゴッドタン」 テレビ東京
- 2011年6月10日 「SHIBUYA DEEP A」（緑川狂平） NHK総合
- 2011年6月16日、2013年5月22日 「お願い!ランキング」 テレビ朝日
- 2011年6月26日 「ツボ娘」 TBS
- 2011年7月5日 「逃走中2011〜白雪姫と野獣王子〜」(中野腐女シスターズ - 白雪姫の7人の妖精役)  フジテレビ
- 2011年9月17日 「めちゃ×2イケてるッ!」（中野風女シスターズ） フジテレビ
- 2011年10月13日 「あほやねん！すきやねん！」（流原蓮次、瀬斗光黄） NHK大阪
- 2011年12月20日 「超豪華!!スタア同窓会V〜家政婦もミタ〜」（中野風女シスターズ）日本テレビ

### 舞台
- 2010年2月13日 「チョコレートガールズ2 〜チョコレートガールズVSアズキガールズ〜」会場:前進座劇場

### CM
- ベスト電器「はなわ&腐男塾 決算スタート」篇
  - 2009年1月15日から2月末まで、九州、沖縄、北海道、岡山地区で放映された。

### それ以外の出演
- 「アイフェス★すぺ 〜IDOL FESTIVAL SPECIAL〜」 NOTTV3（2015年3月15日）
- 「DAMチャンネル」（2015年4月12日配信）

## 書籍

### 雑誌連載
- 「B.L.T.」東京ニュース通信社 『中野腐女子シスターズ文芸部』ほか
- 「スコラ」株式会社スコラマガジン 『腐男塾&中野腐女子シスターズ「七腐来人めぐり」』

### 写真集
- 中野腐女シスターズ&腐男塾 ファースト写真集「腐 are you?」（2011年2月17日発売、講談社）- 撮影:宮澤正明

## その他
- 風男塾（腐男塾）について、演じている本人とは別人という立場をとっている[注釈 1] ため、トーク番組ではそこにつっこまれることがある。『オードリーのシャンプーおじさん』に出演した際には、オードリーの若林正恭がボロを出させようとつっこみを入れ続けていた。
- メンバーとスタッフで更新しているブログ「Fuログ」を運営していた。曜日別に担当が決まっていて、月：浦えりか、火：京本有加、水：原田まりる（以前はスザンヌ）、木：虎南有香、金：瀬口かな（以前は新井寛乃）、土：喜屋武ちあき、日：番組スタッフ（以前は乾曜子）となっている。現在は風男塾オフィシャルブログ 『風男塾活動日誌「刮目」』を経営している。(主に更新していたのは青明寺浦正、卒業後不定期)
- 公式ファンクラブ『腐王倶楽部724』壱号聖（第1期会員）を募集している。
- メンバーの誕生日にはレッスン時にキルフェボンのケーキ（フルーツタルト）でお祝いするのが恒例になっている。
- 乾曜子と喜屋武ちあきは徒歩5分のご近所に住んでいる。
- 京本有加は絵が上手で、クリスチーネ京本というペンネームでイラストや四コマ漫画を描く。
- 銀次は移動の時にPSPの箱に入っている。
- 『ドラゴンボール』のスカウターにオマージュをささげた、「腐（ふ）カウター」という頭部に装着するメガネ状のアイテムを衣装として使用し、トークの相手をそれぞれの項目で測定するネタを持つ。たとえば虎南の場合、メンバーの基準値を120万ファッションであると前置きしたあとに、オチとしての対象者の値を1桁にし笑いを取ろうとする事が多い。「ピピピピ」と言いながら測定をする。しかし、装着時間が長いと頭が痛くなるという理由で最近は使用していない。
- 2010年1月22日放送の『おもいッきりDON!』第一部『おもいッきりPON!』の金曜日のコーナー「お手を拝借!手相でスッPON!」にレギュラーの虎南有香をはじめ6人全員出演。「あげまん女は誰だ」では、あげまん女は虎南有香、さげまん女は京本有加。「男運がいいのは誰だ」では、男運がいい女は乾曜子、だめんず好き女は京本有加という結果となった。それだけではなく6人全員に共通して「エロ線」が見つかった。コーナーレギュラーの島田秀平から「ドスケベ集団としては最低!!」とアイドルに対して失礼な発言を浴びせられる上に、クルム重盛からは「中野痴女子シスターズ♡」というとんでもない新グループ名をつけられてしまう始末となってしまった。